# Бергеф'єлл
Бергеф'єлль (Børgefjell nasjonalpark) — один із багатьох національних парків у Норвегії, розміщений на кордоні меж між Тренделагом і Нурланном повітом, що має кордоні межі з Швецією. Парк слугує як заповідник, повз якого проходять декілька трас. Існує і мережа об'єктів для туристів. Відвідувачі можуть подорожувати протягом тривалого періоду, не побачивши жодної іншої людини. Це пояснюється великою площею парку у 1 447 км².
Парк заснований в 1963 році і розширявся у 1973 і 2003 роках.

## Географія
Ландшафт парку повністю різноманітний та не однорідний. Тут існують і круті піки темних та сірих гір з невеликою рослинністю, до родючих гірських схилів і боліт. Найвищі гірські вершини — на заході, де їхньою основою є перш за все темний граніт Børgefjell, що дає ландшафту пустельний та пригнічений вигляд. Гори в парку доходять і до 1700 метрів над рівнем моря. В інших місцях, наприклад, у районі Рейнсфіеллет, ви знайдете грубі кам'яні скелі без рослинності. Підледникові морени охоплюють велику частину ландшафту.
У парку є безліч озер, ставків та бурхливих річок.

## Історія
Саами контролювали землі в Бергеф'єллі з давніх часів аж до 20 століття. Вони проживали на даних землях ще з часів коли існували первородні родоплемінні відносини, проте змушені були почати ділитися приблизно з початку 16 ст. Саамм ретельно оберігали свою національність і культурну, своєрідність тому не піддавались майже взагалі процесам асиміляції. Переселенці, поселяючись тут, вивчили досвід полювання корінних жителів, будували свої хижини по всій території парку. З 1700s і голом у 1800s, Норвезькі поселенці різними методами почали відвойовувати дані землі.

## Назва
Перша частина слова походить із to be the древньої норвезької мови byrgi що означає «укріплення» і «форт». (Можливо тут якийсь час форт, оскільки тут близько Швеція)
Останній елемент — tell, означає слово «гора».

## Фауна

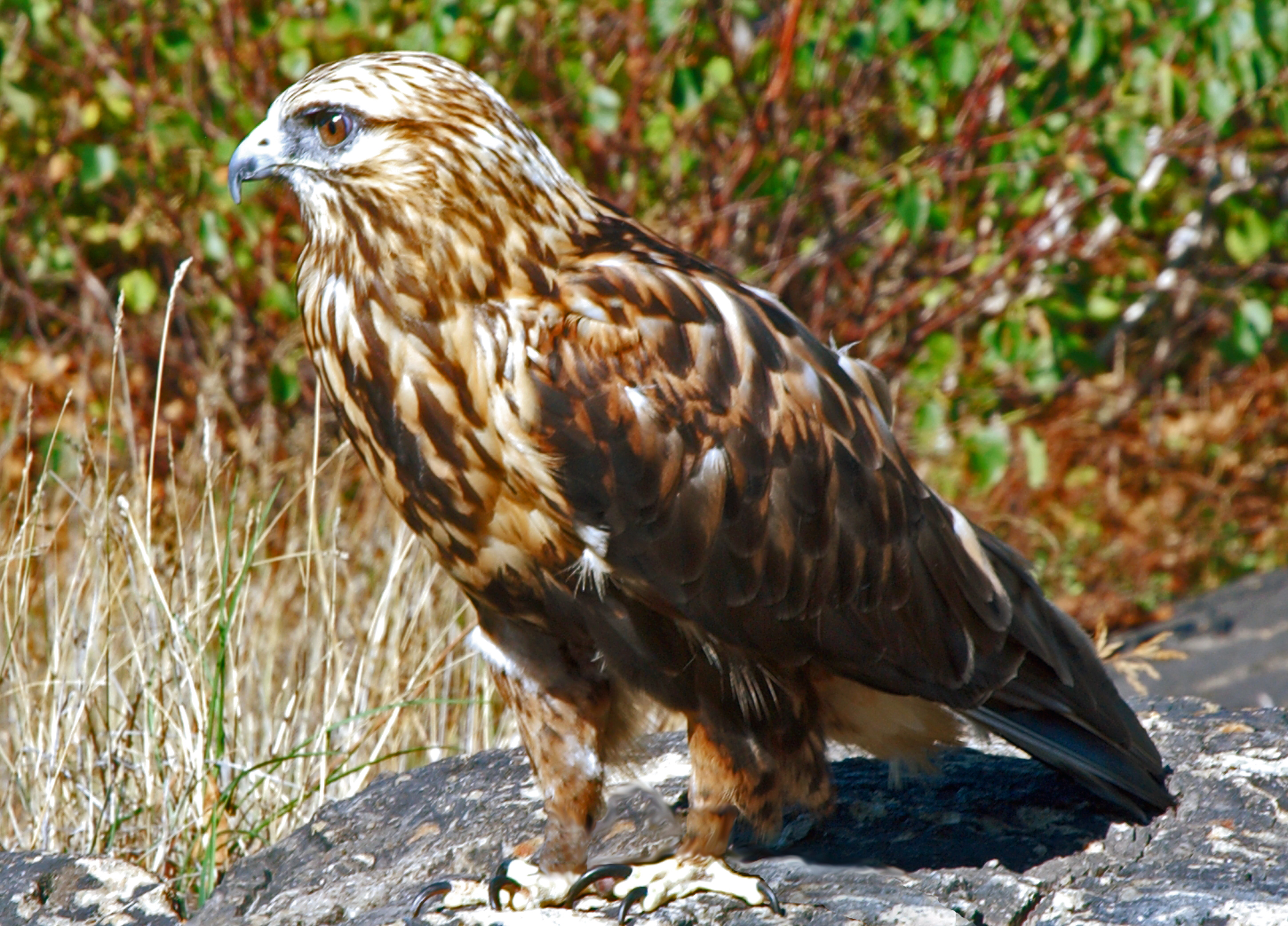
Зимняк

Бергеф'єлль відомий тим що тут мешкає безліч арктичних лисиць, ще одним представником місцевої фауни є Мустела що є найбільш поширеним із великих хижаків. Присутні тут і рись і ведмідь . Одним з найменших хижаків є лисиця звичайна. До мешканців парку належать і біла сова, та куріпки, а також лосі, та сотні видів інших птахів та ссавців.
Бергеф'єлль використовують і як пасовище для оленів. Східна, західна, південна частини національного парку зазвичай приймають для годівлі оленів у літо в той час північна частина використовується як пасовище протягом цілого року. Сюди також приходять олені із Швеції.